# Mesungulatoidea
De Mesungulatoidea zijn een superfamilie van uitgestorven zoogdieren behorend tot de Meridiolestida. De soorten kwamen in het Laat-Krijt en Paleoceen in Zuid-Amerika voor.

## Indeling
- Superfamilie Mesungulatoidea
  - Familie Mesungulatidae
    - Mesungulatum
    - Coloniatherium
    - Orretherium
    - Parungulatum
    - Quirogatherium

  - Familie Peligrotheriidae
    - Peligrotherium

  - Familie Reigitheriidae
    - Reigitherium

## Fossiele vondsten
Fossielen van soorten uit de Mesungulatoidea zijn met name bekend uit de Los Alamitos-formatie in Patagonië daterend uit het Laat-Krijt. Coloniatherium en Mesungulatum zijn bekend van meerdere kaken, schedels en delen van de poten. De overige Mesozoïsche soorten zijn alleen tanden gevonden. Van Peligrotherium uit het Paleoceen zijn een schedel, een onderkaak met een deel van het gebit en geïsoleerde tanden gevonden in de Salamanca-formatie in de Argentijnse provincie Chubut bij Punta Peligro. 

## Kenmerken
De Mesungulatoidea waren herbivoren die wat betreft formaat en leefwijze vergelijkbaar zijn met hedendaagse wombats, klipdassen en marmotten. 